# اووه برنز
اووه برنز (انگلیسی: Uwe Behrens؛ زادهٔ ۱۰ آوریل ۱۹۵۹) بازیکن فوتبال اهل آلمان است.
از باشگاه‌هایی که او در آن بازی کرده‌، می‌توان به باشگاه ورزشی وردر برمن اشاره کرد.